# Karimnagar
Karimnagar (Telugu: కరీంనగర్, Urdu: کریم نگر Karīmnagar [kʌˈriːmnʌɡʌr]) ist eine Stadt im indischen Bundesstaat Telangana. Sie ist Verwaltungssitz des Distrikts Karimnagar und hat etwa 260.000 Einwohner (Volkszählung 2011). Seit 2005 ist Karimnagar eine Municipal Corporation.

## Geografie
Die Stadt befindet sich auf einer Höhe von 265 Metern. Sie ist 162 Kilometer von der Hauptstadt Andhra Pradeshs Haidarabad entfernt, wo sich auch der nächstgelegene internationale Flughafen befindet.

## Persönlichkeiten
- Shikha Pandey (* 1989), Cricketspielerin
- Erigaisi Arjun (* 2003), Schachspieler